# Ak-Chin Village
Ak-Chin Village è un census-designated place (CDP) degli Stati Uniti d'America situato nella contea di Pinal nello stato dell'Arizona. Secondo il censimento del 2000 la popolazione era di 669 abitanti.

## Geografia fisica
Ak-Chin Village si trova nelle coordinate 33°01′48″N 112°03′44″W.
Secondo lo United States Census Bureau il CDP si estende su una superficie di 27,2 km², interamente formata da terra ferma.